# Molière (Theaterpreis)/Beste Regie
Molière: Beste Regie (Meilleur metteur en scène)
Gewinner und Nominierte in der Kategorie Beste Regie (Meilleur metteur en scène) seit der ersten Verleihung im Jahr 1987. 
Am erfolgreichsten in dieser Kategorie waren die Franzosen Laurent Terzieff (1988 und 1993), Patrice Chéreau (1989 und 1996) und Alain Françon (1995 und 2010), die den Preis je zweimal gewinnen konnten. Am häufigsten nominiert aber ohne Sieg blieben bisher der Argentinier Jorge Lavelli und der Franzose Didier Long, die es zwischen 1987 und 1996 beziehungsweise 1997 und 2009 auf sieben Nominierungen brachten.

## 1980er-Jahre
| Jahr | Preisträger         | Theaterstück                             | Nominierungen |
| 1987 | Jean-Pierre Vincent | La Folle Journée ou le Mariage de Figaro | Robert Hossein für Kean Jorge Lavelli für Le Songe d'une nuit d'été Sophie Loucachevski für Madame de Sade Pierre Mondy für C'est encore mieux l'après-midi Jérôme Savary für Cabaret |
| 1988 | Laurent Terzieff    | Ce que voit Fox                          | Robert Hossein für L'Affaire du courrier de Lyon Bernard Murat für L'Éloignement Antoine Vitez für Le Soulier de satin Georges Wilson für Je ne suis pas Rappaport                    |
| 1989 | Patrice Chéreau     | Hamlet                                   | Maurice Bénichou für Une Absence Jorge Lavelli für Réveille-toi Philadelphie Pierre Mondy für La Présidente Jean-Pierre Vincent für Le Faiseur de Théâtre                             |

## 1990er-Jahre
| Jahr | Preisträger       | Theaterstück                         | Nominierungen |
| 1990 | Gérard Caillaud   | Les Palmes de M. Schutz              | Luc Bondy für Le Chemin solitaire Matthias Langhoff für Mademoiselle Julie Jorge Lavelli für Greek (À la Grecque) Jean-Pierre Miquel für Le Souper                             |
| 1991 | Peter Brook       | La Tempête                           | Philippe Adrien für L'Annonce faite à Marie Alain Françon für La Dame de chez Maxim (Amandiers) Jorge Lavelli für Heldenplatz Georges Wilson für Eurydice                      |
| 1992 | Stéphan Meldegg   | Cuisine et dépendances               | Patrice Chéreau für Le Temps et la Chambre Jorge Lavelli für Comédies barbares Marcel Maréchal für Maître Puntila et son valet Matti Bernard Murat für Célimène et le Cardinal |
| 1993 | Laurent Terzieff  | Temps contre temps                   | André Engel für Légendes de la forêt viennoise Matthias Langhoff für Désir sous les ormes Jorge Lavelli für Macbett Jean-Louis Martinelli für L'Église                         |
| 1994 | Benno Besson      | Quisaitout et Grobêta                | Jean-Luc Boutté für La Volupté de l'honneur Terry Hands für Hamlet Patrice Kerbrat für Ce qui arrive et ce qu'on attend Gérard Vergez für Le Visiteur                          |
| 1995 | Alain Françon     | Pièces de guerre                     | Patrice Kerbrat für Art Stéphan Meldegg für Un air de famille Jean-Michel Ribes für Brèves de comptoir Régis Santon für Les affaires sont les affaires                         |
| 1996 | Patrice Chéreau   | Dans la solitude des champs de coton | Benno Besson für Lapin lapin Adrian Brine für Un mari idéal Jorge Lavelli für Décadence Stéphan Meldegg und Rita Russek für Scènes de la vie conjugale                         |
| 1997 | Alain Sachs       | Le passe-muraille                    | Gildas Bourdet für Les Jumeaux vénitiens Patrice Kerbrat für En attendant Godot Didier Long für Le Roman de Lulu Roman Polański für Master class                               |
| 1998 | Jean-Louis Benoit | Les Fourberies de Scapin             | Benno Besson für Le Roi Cerf Marion Bierry für L'Écornifleur Patrice Kerbrat für Oncle Vania Stéphan Meldegg für Popcorn                                                       |
| 1999 | Gildas Bourdet    | L'Atelier                            | Nicholas Briançon für Jacques et son maître Patrice Kerbrat für Tout contre Didier Long für Mademoiselle Else Jean-Michel Ribes für Rêver peut-être                            |

## 2000er-Jahre
| Jahr | Preisträger             | Theaterstück                  | Nominierungen |
| 2000 | Ariane Mnouchkine       | Tambours sur la digue         | Marcel Bluwal für À torts et à raisons Irina Brook für Résonances Gildas Bourdet für Raisons de famille Jacques Échantillon für Mort accidentelle d'un anarchiste                         |
| 2001 | Irina Brook             | Une bête sur la lune          | Benno Besson für Le Cercle de craie caucasien Etienne Bierry für Les Directeurs Marcel Bluwal für Le Grand Retour de Boris S. Didier Long für Becket ou l'Honneur de Dieu                 |
| 2002 | Jean-Jacques Zilbermann | La Boutique au coin de la rue | Annick Blancheteau für La Griffe (A71) Patrice Kerbrat für Elvire Didier Long für Jalousie En 3 Fax Alain Sachs für Madame Sans Gêne                                                      |
| 2003 | Stéphane Hillel         | Un petit jeu sans conséquence | Peter Brook für Le Costume Didier Caron für Un vrai bonheur Patrice Chéreau für Phèdre John Malkovich für Hysteria                                                                        |
| 2004 | Zabou Breitman          | l'Hiver sous la table         | Stephan Méldegg für Des cailloux plein les poches José Paul für L'amour est enfant de salaud Yves Pignot für Comme en 14! Jean-Luc Tardieu für Signé Dumas                                |
| 2005 | Didier Bezace           | La Version de Browning        | Irina Brook für L'Île des esclaves André Engel für Le Jugement dernier Stéphane Hillel für Amadeus Jean-Luc Moreau für Camille C. Jean-François Sivadier für Italienne scène et orchestre |
| 2006 | James Thiérrée          | La Symphonie du hanneton      | Agnès Boury und José Paul für La Sainte Catherine Nicolas Briançon für Pygmalion André Engel für Le Roi Lear Hans-Peter Cloos für Le Caïman Hélène Vincent für Créanciers                 |
| 2007 | Denis Podalydès         | Cyrano de Bergerac            | Marion Bierry für l'Illusion comique Agnès Boury und José Paul für Chocolat Piment Didier Long für Le Gardien Jean-Luc Revol für le Cabaret des hommes perdus                             |
| 2008 | John Malkovich          | Good Canary                   | Luc Bondy für La Seconde Surprise de l'amour Alain Françon für L’Hôtel du libre-échange Didier Long für La Vie devant soi                                                                 |
| 2009 | Christian Schiaretti    | Coriolan                      | Stéphane Braunschweig für Tartuffe Benoît Lavigne für Baby Doll Christophe Lidon für Le Diable rouge Didier Long für Equus Stanislas Nordey für Incendies                                 |

## 2010er Jahre
| Jahr | Preisträger   | Theaterstück        | Nominierungen |
| 2010 | Alain Françon | La Cerisaie         | Nicolas Briançon für La Nuit des rois Éric Métayer für Les 39 marches Jean-Luc Moreau für L'Illusion conjugale Claude Régy für Ode maritime Jean-François Sivadier für La Dame de chez Maxim |
| 2011 | Julien Sibre  | Le Repas des fauves | Philippe Adrien für Le Dindon Patrice Chéreau für Rêve d’Automne Marcial Di Fonzo Bo für La Mère Bernard Murat für Le Prénom Joël Pommerat für Ma chambre froide                             |